# 曽良ちゃん命名事件
曽良ちゃん命名事件（そらちゃんめいめいじけん）とは戸籍法施行規則にない漢字を人名漢字に使用しようとして拒否されたことで起こった訴訟。

## 概要
2002年11月に札幌市厚別区の行政書士の男性は、妻が長男を出産した際、松尾芭蕉の弟子の河合曽良から名前を取って長男の名前を「曽良」とする出生届を厚別区役所に提出したが、戸籍法施行規則に規定された人名漢字に「曽」がないことを指摘されたため、名前を未定としたまま提出し、その後で再び「曽良」とする届けを出したが不受理となった。それを受けて、同年12月に男性は札幌家裁に家事審判を申し立てた。戸籍法第50条第1項は「子の名には、常用平易な文字を用いなければならない」と規定し、具体的な文字の範囲は法務省が専門家の意見を聞くなどの手続を経て戸籍法施行規則で定めているが、当時の戸籍法施行規則では常用漢字（1945字）と人名用漢字（285字）に限定されており、「曽」は含まれていなかった。
2003年2月27日に札幌家裁は「曽」の使用を認めた上で厚別区長に対して出生届を受理するよう命じる判決を言い渡した。厚別区側が抗告したが、同年6月18日に札幌高裁は、「『曽』の字が古くから用いられている」「中曽根や曽我、曽根などの名字や河川名の木曽川は広く国民に知られている」「国内に『曽』の字を含む地名が300以上ある」等を指摘した上で「『曽』は社会通念に照らして明らかに常用平易な文字で、戸籍法施行規則が列挙していないのは戸籍法の趣旨に反する」と判断して、「規則にないことを理由に届けを不受理にすることはできない」として厚別区の抗告を棄却した。戸籍法施行規則にない漢字の使用を認める高裁判断は初めてとなる。厚別区は最高裁に抗告した。
2003年12月25日に最高裁は「常用平易な文字であるかは社会通念に基づいて判断されるべき。『曽』は古くから使われ、名字や地名も多く、国民に広く知られている。明らかに常用平易な文字に当たる。」と判断し、「『曽』の字が使えないとしている戸籍法施行規則はその限りにおいて無効」として抗告を棄却し、「曽良」の出生届を受理すべきとする一審判決が確定した。最高裁が子供の名前に戸籍法施行規則が定めていない文字の使用を認めたのは初めてとなる。
2004年1月に法務省は最高裁決定を受けた措置として全国の市区町村に子どもの名前に「曽」の使用があれば受理するように通知し、同年2月23日に法務省は戸籍法施行規則を改正して「曽」1字を人名用漢字に追加した。